# Pádišáh
Pádišáh (persky: پادشاه‎‎, turecky: padişah) byl nejvyšší titul někdejších vládců v persko-indické oblasti. Je složeninou perského slova pād (pán, vládce) a shāh (král), jedná se o nejvyšší titul panovníka používaný za dynastie Safíovců a Osmanů. Jeho význam zhruba odpovídá starověkému „králi králů“ užívanému v době Perské říše za vlády Achaimenovců a Sásánovců.